# Urs Zimmermann
Urs Zimmermann   (Mühledorf, 29 de novembre de 1959) és un ciclista suís, ja retirat, que fou professional entre 1983 i 1992. El seu millor any com a professional fou el 1986, quan guanyà la Dauphiné Libéré, el Critèrium Internacional, el Campionat de Suïssa en ruta i fou tercer al Tour de França. Anteriorment, el 1984, ja havia guanyat la Volta a Suïssa.
Després de l'onzena etapa del Tour de França de 1991 hi va haver una jornada de descans, en què els ciclistes eren traslladats de Nantes a Pau en avió. Zimmermann tenia por de volar i es va negar a utilitzar l'avió. Aleshores el jurat el va desqualificar, però després que la resta de ciclistes protestessin, se li va permetre utilitzar altres mitjans de transport.

## Palmarès
- 1984
  - 1r a la Volta a Suïssa
- 1986
  -  Campió de Suïssa en ruta
  - 1r al Critèrium del Dauphiné Libéré
  - 1r al Critèrium Internacional i vencedor d'una etapa
  - 1r al Giro del Lazio
- 1988
  - 1r al Giro del Trentino i vencedor d'una etapa
  - Vencedor d'una etapa al Tour de Romandia
  - Vencedor d'una prova del Trofeo dello Scalatore

### Resultats al Tour de França
- 1984. 58è de la classificació general
- 1986. 3r de la classificació general
- 1987. Abandona (21a etapa)
- 1988. Abandona (15a etapa)
- 1989. Abandona (17a etapa)
- 1991. 116è de la classificació general

### Resultats al Giro d'Itàlia
- 1985. 50è de la classificació general
- 1988. 3r de la classificació general
- 1989. 6è de la classificació general
- 1992. 44è de la classificació general